# John W. Snow
John William Snow (Toledo, 2 de agosto de 1939) é um empresário e político norte-americano, que serviu como o 73º Secretário do Tesouro dos Estados Unidos entre 2003 e 2006 durante a presidência de George W. Bush.